# Sphinx (генератор документације)
Sphinx је генератор документације написан и коришћен у Пајтон окружењу. Он се такође користи и у другим окружењима.

## Примена и функција
Улога Sphinx–а  је да конвертује reStructuredText фајлове у HTML вебсајтове и у друге формате као што су PDF, EPub, Texinfo и man.
На reStructuredText фајлове је могуће додавати екстензије, и због њихове такве природе Sphinx их користи уз разне екстензије– за аутоматко генерисање документације из изворног кода, за писање математичких израза, за издвајање неког дела кода, итд..

## Историја и употреба
Прво појављивање верзије 0.1.61611 догодило се 21.марта 2008. године. Та верзија направљена је у сврху пројекта Python документације.
Од његовог појављивања 2008. године, Sphinx је био прихваћен од стране многих важних Python пројеката, укључујући Bazaar, SQLAlchemy, MayaVi, SageMath, SciPy, Django и Pylons. Он је такође коришћен као упутство за употребу софтвера Blender и за Python API документацију.
Током 2010. године, Eric Holscher најавио је креирање Read the Docs пројекта са жељом да се олакша одржавање софтверске документације. Read the Docs омогућио је аутоматизацију процеса израде и учитавања Sphinx документације после сваког извршавања.
Linux kernel
Подсистем документације за Linux kernel подвргнут је променама у 2016. години.
Почевши од циклуса 4.7, за документацију се почео употребљавати Sphinx.
- Говор на LCA2016: What I've learned as the kernel docs maintainer
- Говор на LCA2017:  Kernel documentation: what we have and where it's going